# NGC 3790
NGC 3790 é uma galáxia espiral (S0-a) localizada na direcção da constelação de Leo. Possui uma declinação de +17° 42' 44" e uma ascensão recta de 11 horas, 39 minutos e 47,2 segundos.
A galáxia NGC 3790 foi descoberta em 17 de Abril de 1784 por William Herschel.